# Kościół Wniebowzięcia Najświętszej Maryi Panny, św. Wojciecha i bł. Wincentego Kadłubka w Jędrzejowie
Kościół Cystersów pw. Najświętszej Maryi Panny i świętego Wojciecha oraz błogosławionego Wincentego Kadłubka w Jędrzejowie – rzymskokatolicki kościół parafialny należący do parafii bł. Wincentego Kadłubka w Jędrzejowie (dekanat jędrzejowski diecezji kieleckiej). Kościół jest częścią archiopactwa Cystersów.

## Historia i architektura
Kościół został założony w 1140 roku jako filia burgundzkiego opactwa Morimond z fundacji arcybiskupa gnieźnieńskiego Janika i biskupa krakowskiego Gredki. Początkowo niewielka budowla była użytkowana przez Cystersów.
Jest to budowla późnoromańska w zrębie, z przekształceniami gotyckimi i barokowymi. W zachodnim murze zachował się fragment pozostałości kościoła romańskiego sprzed 1140 roku. Ołtarz główny w stylu późnobarokowym jest ozdobiony figurą Matki Bożej Wniebowziętej, czczonej przez cystersów na całym świecie, ponadto świątynia posiada 7 ołtarzy bocznych. W kaplicy bł. Wincentego umieszczona jest trumienka z relikwiami – miejsce szczególne dla pątników – a także polichromia z XVIII wieku. W kaplicy Matki Bożej znajduje się kopia obrazu Matki Boskiej Częstochowskiej, poświęconego przez papieża Jana Pawła II w 1983 roku. Do wyposażenia kościoła należą również unikatowe w skali europejskiej, doskonale zachowane organy wykonane w XVIII wieku przez organmistrza Józefa Sitarskiego. 
Przy kościele, w dniu 19 lipca 1913 roku biskup Augustyn Łosiński erygował parafię pod wezwaniem bł. Wincentego Kadłubka, wydzieloną z parafii Świętej Trójcy. W dniu 23 września 1945 roku parafię objęli Cystersi.